# Рехобот (город)

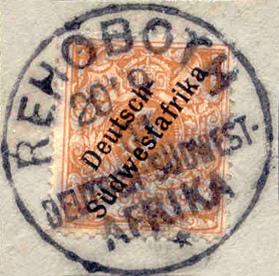
Марки для Hемецкой Юго-Западной Африки штемпелем Рехобот 1901

Рехо́бот (англ. Rehoboth) — город в Намибии.

## География
Город Рехобот находится в центральной части Намибии, в 85 километрах к югу от столицы страны Виндхука. Один из крупнейших городов области Хардап. Площадь города составляет 540 км². Численность населения равна 20 900 человек (на 2010 год). Западнее Рехобота находится плотина Оаноб и водохранилище, обеспечивающее город водой и служащее зоной отдыха.

## Климат
| Показатель              | Янв. | Фев. | Март | Апр. | Май  | Июнь | Июль | Авг. | Сен. | Окт. | Нояб. | Дек. | Год   |
| ----------------------- | ---- | ---- | ---- | ---- | ---- | ---- | ---- | ---- | ---- | ---- | ----- | ---- | ----- |
| Средний максимум, °C    | 31,9 | 30,6 | 29,2 | 27,5 | 24,6 | 22,4 | 22,4 | 24,9 | 28,7 | 30,7 | 31,7  | 32,9 | 28,2  |
| Средняя температура, °C | 24,6 | 23,8 | 22,3 | 19,7 | 15,8 | 13,4 | 13,1 | 15,0 | 18,8 | 21,5 | 23,2  | 24,5 | 19,7  |
| Средний минимум, °C     | 17,4 | 16,9 | 15,5 | 11,8 | 7,1  | 4,4  | 3,7  | 5,1  | 9,0  | 12,3 | 14,6  | 16,2 | 11,2  |
| Норма осадков, мм       | 60,5 | 74,4 | 67,4 | 28,6 | 5,6  | 1,3  | 0,3  | 0,0  | 1,8  | 8,8  | 20,9  | 21,8 | 291,4 |
| Источник: ,             |      |      |      |      |      |      |      |      |      |      |       |      |       |

## История
Город был основан в 1871 году переселившимися сюда под руководством капитана Хермануса ван Вийка из Капской провинции бастерами (получившими поэтому впоследствии имя рехоботские бастеры). Поселение, с его крайне религиозным населением, служило барьером между постоянно враждовавшими народностями нама и гереро, и само многократно подвергалось нападениям местных туземцев. В 1885 году жители Рехобота подчинились властям Германской Юго-Западной Африки, за что получили от колониальных властей права автономии. С началом Первой мировой войны из состава рехоботцев были сформированы в составе немецкой армии вооружённые отряды, участвовавшие до 1915 года в боевых действиях (правда, бастеры поставили условие — не направлять их против белых). После получения ЮАС мандата на управление Юго-Западной Африкой, он в 1925 году отменил автономию для Рехобота.
В городе имеется Музей Рехобота, освещающий его богатую историю.